# Саркіс Бальян
Саркіс Бальян (1835, Стамбул, Османська імперія — 1899, Стамбул, Османська імперія) — османський архітектор з відомого вірменського роду архітекторів Бальянів.

## Життєпис
Народився в 1835 в Стамбулі. Другий із чотирьох синів архітектора Карапета Бальяна та його дружини Назені Бабаян. Брати Нікогос, Акоп та Симон також були архітекторами. Саркіс і Нікогос разом навчалися в паризькому художньому ліцеї, але через хворобу Нікогоса змушені були повернутися до Стамбула, де Саркіс підключився до проекту батька - будівництва палацу Бейлербейї. Після смерті батька зайнявся відновленням палацу Аділ-султан.
Професійну кар'єру Саркіса припинено після смерті Акопа в 1875 і вступу на трон Абдул-Хаміда II.
За свої політичні погляди Саркіс пробув у засланні в Європі 15 років, після чого повернувся до Османської імперії.
Був членом асамблеї вірменського Патріархату, активно допомагав вірменським діячам мистецтва.
Похований на вірменському цвинтарі в Багларбаши  (Ускюдар).

## Найважливіші споруди
- Палац Бейлербеї, спільно з батьком Карапетом Бальяном (1861-1865)
- Вірменська школа Макрухи[tr] у Бешикташі, присвячена його дружині Макрухи (1866)
- Палац Чираган (1863-1871)
- Мечеть Пертевніял Валіде Султан, разом із братом Акопом (1871)
- Пороховий завод у Зеїтінбурну (1874)
- Будівля військового міністерства, нині Стамбульський технічний університет
- Медична школа, нині Ліцей Галатасарай
- Мальтійський будинок
- Палац Аділе Султан (зведений на місці павільйону)
- Палац Їлдиз (Мальтійський будинок)
- Мечеть Їлдиз Гамідіє
- Павильйон Чадир[tr]
- Палац-шале[tr]
- Мисливський будиночок Абдул-Азіза
- Мечеть Кягитхане
- Годинникова вежа Долмабахче

## Галерея

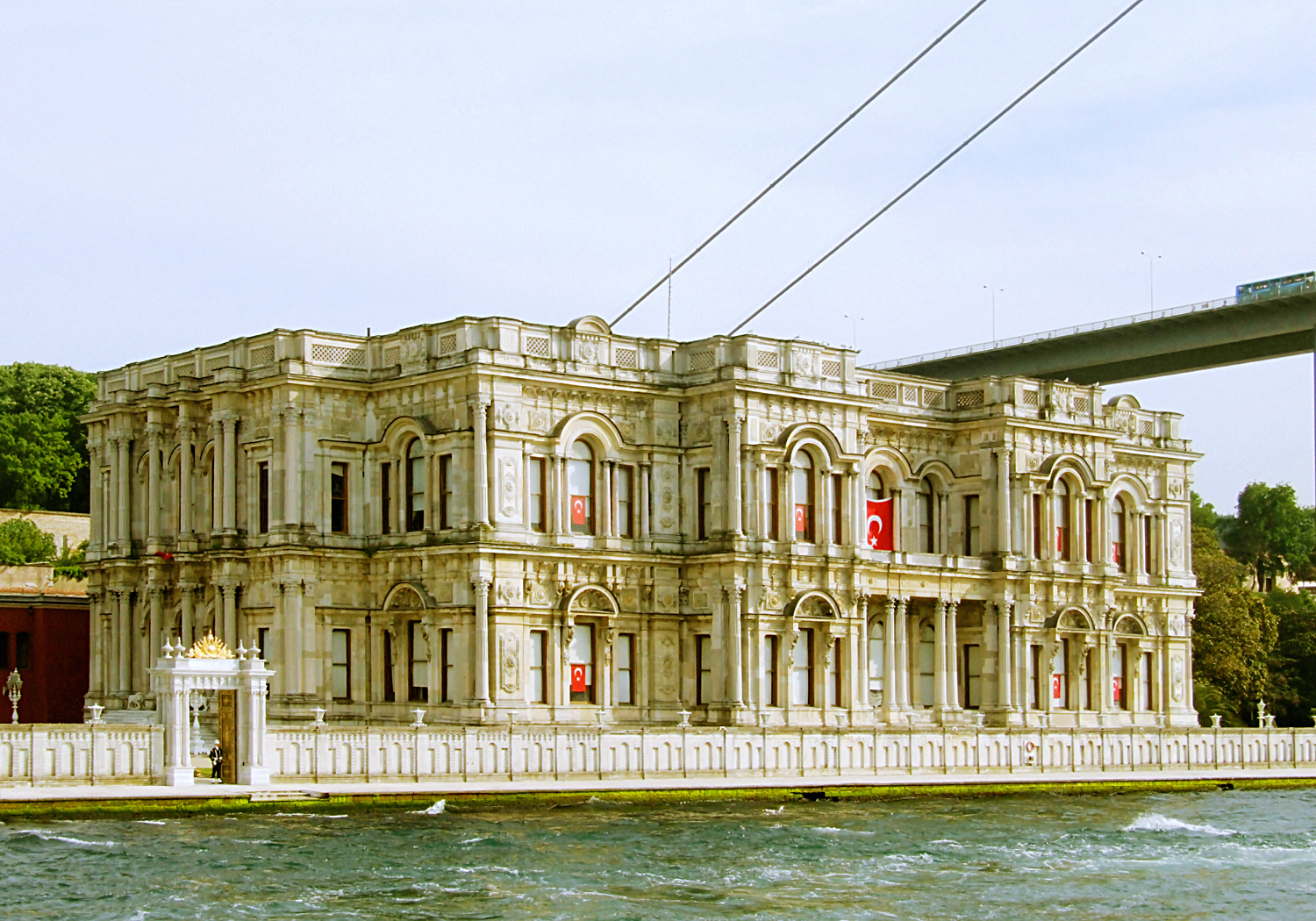
Палац Бейлербеї
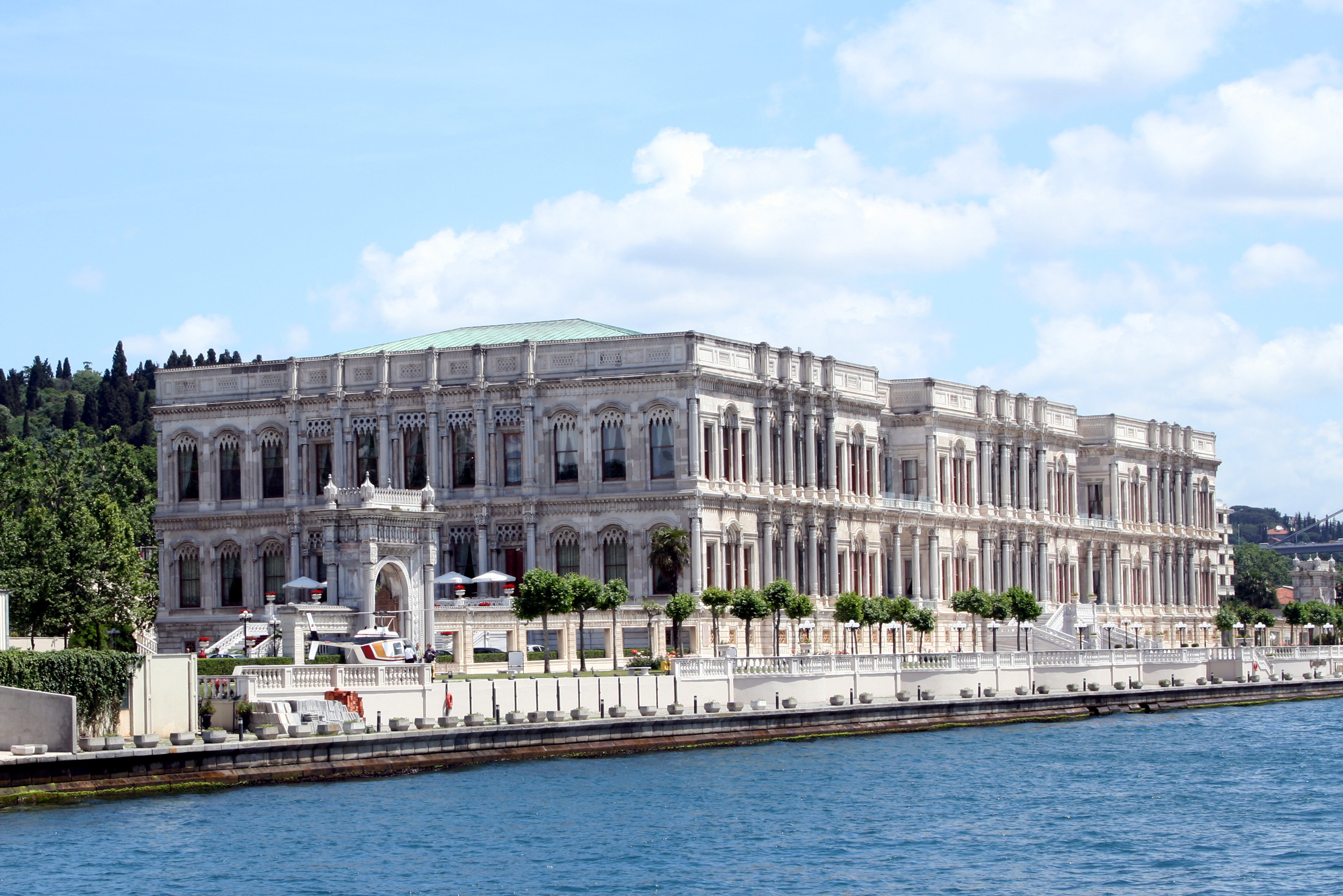
Чираган